# How I Met Your Father
How I Met Your Father (Cómo conocí a tu padre en España) es una serie de televisión web estadounidense de comedia, creada por Isaac Aptaker y Elizabeth Berger, estrenada en Hulu el 18 de enero de 2022. La serie es una secuela independiente de How I Met Your Mother. Está protagonizada por Hilary Duff, Chris Lowell, Francia Raisa, Suraj Sharma, Tom Ainsley, Tien Tran y Kim Cattrall. La serie sigue a la protagonista, Sophie (Hilary Duff), y a su grupo de amigos en el Manhattan de Nueva York. Como narración enmarcada, Sophie (Kim Cattrall), en el año 2050, relata a su hijo invisible los acontecimientos que siguieron al encuentro con su padre en enero de 2022, y cómo finalmente lo consiguieron. En febrero de 2022, la serie fue renovada para una segunda temporada. En septiembre de 2023, la serie fue cancelada tras dos temporadas.

## Sinopsis
Sophie (Hilary Duff) y su grupo de amigos están tratando de descubrir quiénes son, qué quieren y sobre todo cómo enamorarse en la era del internet.

## Elenco y personajes

### Principales
- Hilary Duff como Sophie: es una fotógrafa que está buscando el amor verdadero, no pudo conocer a su padre, ya que su madre salía con diferentes hombres.
- Chris Lowell como Jesse: un conductor de Uber que enseña lecciones de música. Vive con Sid en el antiguo apartamento de Ted, Marshall y Lily.
- Francia Raisa como Valentina: es la mejor amiga y compañera de piso de Sophie y el interés amoroso de Charlie. Trabaja como asistente de estilista.
- Suraj Sharma como Sid: el mejor amigo y compañero de piso de Jesse, es dueño de un bar y esta comprometido con Hannah.
- Tom Ainsley como Charlie: un aristócrata británico que se muda con Sophie y Valentina después de conocer a esta última en la Semana de la Moda de Londres. Más tarde se muda con Ellen y ambos se convierten en compañeros de piso, antes de ser contratado por Sid como camarero.
- Tien Tran como Ellen: la hermana adoptiva de Jesse que se muda a la ciudad de Nueva York después de divorciarse de su esposa.
- Kim Cattrall como Sophie (Futuro): es Sophie en el año 2050, quien le estará contando a su hijo la historia de cómo conoció a su padre.

### Recurrentes
- Daniel Augustin como Ian: la cita de Tinder de Sophie. Es un biólogo marino que se traslada a Australia, pero regresa a Nueva York en el final de la primera temporada.
- Ashley Reyes como Hannah, la novia de Sid desde hace tiempo con la que se compromete en el piloto. Ella trabaja como cirujana en Los Ángeles.
- Leighton Meester como Meredith, la exnovia de Jesse que rechazó públicamente su propuesta de matrimonio.
- Josh Peck como Drew,[nota 1] el subdirector de la escuela donde Jesse da clases de música.
- Aby James como Rachel, nueva vecina en el edificio de Charlie y Ellen y el interés amoroso de Ellen.
- Meaghan Rath como Parker (temporada 2), compañera de trabajo de Jesse.

### Invitados destacados
- Paget Brewster como Lori: la madre de Sophie, una notoria fiestera que tuvo a Sophie cuando era joven
- Dan Bucatinsky como Fred: el jefe de Valentina.
- Michael Barbaro como él mismo.
- Kyle MacLachlan como El capitán
- Laura Bell Bundy como Becky
- Cobie Smulders como Robin Scherbatsky
- Neil Patrick Harris como Barney Stinson
- Meghan Trainor como Ramona: vecina de Sophie.
- Mark Consuelos como Juan: padre de Valentina.
- Constance Marie como Raquel: madre Valentina.
- Alexis Denisof como Sandy Rivers
- Judy Sheindlin como ella misma

## Episodios
| Temporada | Temporada | Episodios | Episodios          | Emisión original    | Emisión original    |
| Temporada | Temporada | Episodios | Episodios          | Primera emisión     | Última emisión      |
| --------- | --------- | --------- | ------------------ | ------------------- | ------------------- |
|           | 1         | 10        | 10                 | 18 de enero de 2022 | 15 de marzo de 2022 |
|           | 2         | 20        | 11                 | 24 de enero de 2023 | 28 de marzo de 2023 |
| 9         | 2         | 20        | 23 de mayo de 2023 | 11 de julio de 2023 |                     |

### Temporada 1 (2022)
| N.º en serie | N.º en temp. | Título                 | Dirigido por         | Escrito por                                                                   | Fecha de emisión original | Código de prod. |
| --- | ------------ | ---------------------- | -------------------- | ----------------------------------------------------------------------------- | ------------------------- | --------------- |
| 1 | 1            | «Pilot»                | Pamela Fryman        | Isaac Aptaker y Elizabeth Berger con Carter Bays, Craig Thomas y Emily Spivey | 18 de enero de 2022       | 1HME01          |
| En 2022, después de haber tenido numerosas citas fallidas en Tinder, Sophie cree que por fin ha encontrado al elegido. Sophie conoce al conductor de Uber Jesse y a su amigo Sid, que está a punto de pedirle matrimonio a su novia. Cuando Sophie finalmente conoce a Ian, éste le revela que se va a mudar a Australia y que sólo quería conocerla antes de irse. Sophie va con su compañera de piso y mejor amiga Valentina, que no está sola, para sorpresa de Sophie. Un guapo y desnudo británico llamado Charlie vive ahora con ellas. Charlie se ha mudado al otro lado del mundo para estar con Valentina, lo que convence a Sophie de darle otra oportunidad a Ian, pero se da cuenta de que durante el viaje en Uber de alguna manera intercambió teléfonos con Sid. Se encuentran en el bar donde los amigos de Sid están reunidos para sorprender a su futura prometida. Conocen a Ellen, la hermana de Jesse de Iowa, recientemente divorciada. Sophie le cuenta a Jesse su plan de recorrer el puente de Brooklyn una vez que conozca a su alma gemela. En el aeropuerto, Sophie le da a Ian un sincero discurso romántico. Al darse cuenta de que no puede esperar, Sophie decide caminar por el puente de Brooklyn con sus nuevos amigos. La futura Sophie revela que esa misma noche conoció al amor de su vida. El recién formado grupo decide tomar unas copas en casa de Jesse y Sid, que se revela como el antiguo apartamento de Ted Mosby, Marshall Eriksen y Lily Aldrin. En el año 2050, Sophie le cuenta a su hijo que esa misma noche conoció al amor de su vida, mientras vemos un montaje donde aparecen Jesse, Sid, Charlie e Ian, presentándolos como el posible futuro padre del hijo de Sophie. - NOTA: Este episodio fue dedicado a Bob Saget. |              |                        |                      |                                                                               |                           |                 |
| 2 | 2            | «FOMO»                 | Pamela Fryman        | Isaac Aptaker y Elizabeth Berger                                              | 18 de enero de 2022       | 1HME02          |
| Mientras Sophie lucha con su efímera «relación» con Ian, Valentina se siente asfixiada por la constante presencia de Charlie. Sophie invita a los demás a un nuevo club llamado FOMO, pensando que éste y Sid se harán amigos, sin embargo, Ellen intenta encontrar una nueva novia. Charlie establece un vínculo con Valentina y rompe con él, pero el momento dura poco cuando las chicas se acercan al bar de Sid y éste acepta, pero se da cuenta de que deben empezar su relación y que necesita que su propia Sophie aclare sus intenciones con Jesse y seguir siendo amigos. |              |                        |                      |                                                                               |                           |                 |
| 3 | 3            | «The Fixer»            | Kimberly McCullough  | Dan Levy                                                                      | 25 de enero de 2022       | 1HME03          |
| Jesse necesita una nueva foto para su perfil de citas online. Sophie promete ir al trabajo de Jesse en su hora de almuerzo para tomar algunas fotos. Mientras tanto, tras los acontecimientos del episodio anterior, Charlie ha comenzado a buscar su propio apartamento para que Valentina pueda sentirse independiente de él. Cuando descubre que Ellen también está buscando su propio apartamento, le ofrece ser su compañera de piso, pero ella se niega. Sid recibe una entrega especial en el correo de Hannah para animar su relación a distancia. Charlie lucha con Ellen por el mejor apartamento, pero ambos fracasan estrepitosamente, y más tarde deciden ser compañeros de piso para enfrentarse al mundo juntos. El éxito de las fotos inspira a Sophie y Jesse a intentar ayudarse mutuamente conociendo gente en un bar. Mientras Jesse consigue hablar con una chica, Sophie se consterna al saber que la chica se está aprovechando de Jesse por su vídeo viral de ruptura y Sophie obliga a la chica a marcharse. Sid y Hannah intentan desesperadamente mantener el romance a pesar de estar en lados opuestos del país. En el metro, Sophie le confiesa a Jesse que siempre fue la arregladora de su madre, que tuvo numerosas relaciones fallidas. Jesse le dice a Sophie que Drew, su subdirector, esperaba conseguir su número. Mientras tanto, Sid llega a la puerta de Hannah para disculparse por arruinar su noche especial. Sophie llama a Drew y acepta su invitación para una cita. |              |                        |                      |                                                                               |                           |                 |
| 4 | 4            | «Dirrty Thirty»        | Pamela Fryman        | Amelie Gillette                                                               | 1 de febrero de 2022      | 1HME04          |
| Sophie y Drew tienen una cita, en la que ella queda impresionada por lo maduro que es él y la invita a su fiesta de 30 años. Cuando se da cuenta de que no es tan madura como él, cambia el tema de la fiesta de «el vídeo musical 'Dirrty' de Christina Aguilera» a «fiesta de cóctel» para intentar impresionarlo. Durante la fiesta, ella intenta hablar con él, pero se hace más evidente que están en puntos diferentes de la vida. Sid lleva un anillo de compromiso con el hombre para mostrar su devoción, pero obtiene resultados dispares de los asistentes a la fiesta. Jesse y Ellen intentan recuperar el tiempo perdido como hermanos, pero descubren que ya no se conocen realmente. Cuando Ellen se va, Jesse se disculpa por haber perdido la oportunidad de ser su hermano mayor y promete intentar compensarla. Valentina, insegura de estar preparada para el compromiso, permite que Charlie coquetee con otras mujeres, pero cuando ella se excita por ello, deciden que están preparados para el compromiso. Después de descubrir a Charlie y Valentina en la ducha, Sophie y Drew hablan en el tejado. Ella admite que cambió el tema para tratar de impresionarlo, ya que él es muy maduro. Drew le dice que no necesita cambiar por él, y admite que, aunque parece tener la vida resuelta, a veces también siente que se perdió de ser joven y loco, y deciden continuar su relación. |              |                        |                      |                                                                               |                           |                 |
| 5 | 5            | «The Good Mom»         | Morenike Joela Evans | Christopher Encell                                                            | 1 de febrero de 2022      | 1HME05          |
| Lori, la madre de Sophie, llega a la ciudad y revela que está saliendo con un músico de una banda, e invita a Sophie a conocerlo. Sophie acepta, cancelando una cita con Drew en la que iba a quedar con sus amigos para hacerlo. Cuando no encuentra nada malo en la cita de su madre, piensa que ésta puede haber encontrado al chico adecuado, sólo para que Valentina le informe de que vio a Lori besando al mánager del músico. Sophie se enfrenta a su madre, quien le revela que ella fue la razón por la que todas sus relaciones fracasaron antes. Tras conocer su propio pasado, Sophie se marcha para reunirse con Drew. Mientras tanto, Charlie, intentando encontrar un trabajo, decide que quiere ayudar a la gente a afrontar sus problemas, e intenta ayudar a Jesse y Sid a superar sus traumas del pasado. Cuando tiene éxito, se pregunta si hay un trabajo en el que le puedan pagar por hacerlo sin necesitar años de estudios. Sid le contrata para trabajar en su bar. Ellen conoce a Rachel, la nieta de un vecino fallecido, e intenta entablar una relación mintiendo sobre si la conoce. Cuando Charlie le dice que la vecina fallecida no tenía hijos, se enfrenta a Rachel, sólo para que Charlie se dé cuenta de que confundió a su vecina con otra. A pesar de ello, Ellen jura no rendirse. |              |                        |                      |                                                                               |                           |                 |
| 6 | 6            | «Stacey»               | Phill Lewis          | Donald Diego                                                                  | 15 de febrero de 2022     | 1HME06          |
| Sid y Hannah invitan a Drew y Sophie a una escapada de fin de semana al campo. Cuando llegan al hotel, Sophie descubre que Drew ha estado en ese hotel con su exnovia Stacey, aunque él afirma que nunca ha estado allí. Durante la cena, Sid revela que abandonó la facultad de medicina para comprar y gestionar el bar. Después de la cena, Hannah se enfrenta a Sid por haber tomado una decisión de vida tan importante sin consultarla, mientras que Sophie envía las pruebas de la mentira de Drew a Valentina, sólo para enviarlas accidentalmente a Stacey, lo que hace que ésta informe a Drew. Sid y Sophie hablan de cómo han metido la pata, y Sid admite que después de haber pasado toda su vida haciendo felices a otras personas, quería hacer algo por sí mismo por una vez, mientras que Sophie admite que nunca ha tenido una relación real antes de Drew. Sid se disculpa con Hannah, prometiendo incluirla en todas las decisiones futuras, mientras que Drew y Sophie se disculpan mutuamente, y él revela que no quería hablar de la última vez que estuvo allí debido a una gran pelea que tuvieron él y Stacey, y consuman su relación. Mientras tanto, Jesse revela que ha estado viendo a una nueva chica, Mia. Charlie decide organizar una cena. Cuando Valentina, Jesse y Mia llegan, Ellen se da cuenta de que Mia es la primera mujer con la que se ha acostado desde su divorcio. Acuerdan no decírselo a Jesse. Durante la cena, Charlie revela que no le gusta escuchar a Valentina hablar de sus ex y finalmente revela que ha seguido a varias mujeres a través del océano antes que a ella. Mia, que no quiere que su relación se base en mentiras, admite que se acostó con Ellen. Jesse, tras el disgusto inicial, revela que en realidad no le gusta Mia pero que salió con ella porque estaba cansado de estar soltero durante tanto tiempo. Después de que Valentina se va, Charlie va a su apartamento para disculparse, quemando su pasaporte para demostrarlo y revelando que seguir a estas mujeres era su forma de intentar alejarse de su asfixiante familia. Valentina admite que la razón por la que estaba tan disgustada por sus ex es porque está enamorada de él, lo que él corresponde.                                                               |              |                        |                      |                                                                               |                           |                 |
| 7 | 7            | «Rivka Rebel»          | Kelly Park           | Karen Joseph Adcock y Ria Sardana                                             | 22 de febrero de 2022     | 1HME08          |
| A Sophie le piden que fotografíe el bat mitzvah de la hija de una mujer, y le piden que lleve una asistente. Lleva a Valentina, pero tienen problemas para conseguir que su hija Rivka, una modelo de Instagram, pose para alguna foto. Valentina intenta persuadirla para que pose, pero ella y sus amigos acaban robando las drogas del bolso de Valentina. Sin embargo, Sophie y Valentina descubren que las adolescentes sólo están bajo el efecto placebo y amenazan con decirle a la madre de Rivka que está drogada si no posa para las fotos. Las fotos impresionan a la madre de Rivka, que ofrece a Sophie un papel en una exposición de arte, que Sophie acepta. Mientras tanto, Jesse y Sid se encierran en su apartamento para trabajar, pero son distraídos por las palomas y terminan encerrados en la escalera de incendios, donde Sid revela que está teniendo problemas para planificar su boda, porque todos los que quiere invitar están en la India, mientras que Jesse admite que siente que puede no estar inspirado para escribir canciones de nuevo después de Meredith. Charlie, increíble en su nuevo trabajo, recibe una mala crítica en Yelp e intenta averiguar quién la ha escrito, creyendo que es un cliente malhumorado, pero pronto descubre que ha sido Ellen. Cuando se enfrenta a ella, le confiesa que, a pesar de llevar en Nueva York tanto tiempo como él, aún no tiene vida amorosa ni trabajo, y que estaba celosa. Para animarla, escribe una buena crítica sobre ella. |              |                        |                      |                                                                               |                           |                 |
| 8 | 8            | «The Perfect Shot»     | Lynda Tarryk         | Jeremy Roth                                                                   | 1 de marzo de 2022        | 1HME07          |
| Tras los acontecimientos del episodio anterior, Sophie intenta conseguir una foto para el programa. Drew invita al grupo a una subasta que organiza la escuela. Cuando Sophie intenta conseguir una foto, se rompe un diente. Jesse la lleva al dentista, donde conoce a otros artistas que llevan mucho tiempo trabajando y no han llegado a ninguna parte. Al salir, ella cuestiona sus opciones de vida, sólo para romper accidentalmente su diente de nuevo cuando su coche se rompe. Cuando cae en la desesperación, Jesse la anima diciéndole lo mucho que le gustan sus fotos, y ella consigue su foto perfecta de él trabajando en el coche. En la subasta, Drew revela que le ofreció a Jesse su trabajo de profesor de música a tiempo completo, y que cree que la música de Jesse es una quimera. Ella le pregunta si cree en su fotografía, y él admite que cree que necesita un trabajo estable. Mientras tanto, Meredith llega al apartamento para hablar con Jesse, y Sid y Ellen tratan de impedir que lo vea. Cuando se da cuenta, les dice que ha escrito un nuevo single sobre la ruptura de ella y Jesse y que quiere disculparse, pero deja que salga de ellos. Valentina, tras ser maltratada verbalmente por su jefe, roba un bolso para la subasta, pero cuando él se da cuenta de que falta, intenta recuperarlo, sólo para que sea subastado. Charlie lo vuelve a robar, provocando una escena cuando huyen. Fuera de Pemberton's, Sophie se acerca a Jesse y le revela que se ha peleado con Drew porque no cree en lo que está haciendo con su vida como él, y se besan. |              |                        |                      |                                                                               |                           |                 |
| 9 | 9            | «Jay Street»           | Pamela Fryman        | Ama Quao y Ally Thibault                                                      | 8 de marzo de 2022        | 1HME09          |
| Se demuestra que el capitán ha engañado a su mujer, Becky. Después de su beso, Sophie y Jesse deciden tener una cita. Jesse se lo cuenta a Sid, quien le revela que Meredith escribió un sencillo sobre la ruptura con él. Cuando Jesse la confronta, ella admite que rompió con él porque necesitaba descubrir quién era fuera de una relación. Ella revela que se arrepiente de haber roto con él, y le ofrece un puesto como pianista en su gira. Sophie va al apartamento de Drew para romper con él, pero se encuentra con la visita de sus padres y se ve obligada a quedarse a almorzar. Cuando le dice a su madre que va a romper con él, ella se niega a permitirlo y le dice a Drew que su padre estuvo involucrado en un esquema Ponzi y puede ser arrestado. Valentina la llama y le dice que Jesse fue a ver a Meredith, lo que la obliga a replantearse la ruptura con Drew. Sin embargo, lo hace, diciéndole que se merece estar con alguien que esté seguro de él. En el bar, Charlie intenta que la pandilla vea el fútbol con él, pero Ellen tiene una entrevista de trabajo próximamente mientras Sid y Hannah intentan planear su boda. Cuando Sid menciona que apoya a Sophie y Jesse, calificándolo de «buen engaño», Hannah se molesta. Ella se disculpa, le dice que la relación a distancia es dura para ella y le revela que le han ofrecido una beca cuando termine su residencia, lo que significa que podría estar en California un año más. Al terminar el partido, Charlie revela que echa de menos su casa y que el fútbol es lo único que puede asociar con Gran Bretaña. Valentina ayuda a Ellen a elegir su ropa para la entrevista, antes de volver al apartamento de Charlie y decorarlo con parafernalia británica para animarlo. Después de romper con Drew, Sophie va a reunirse con Jesse y es llamada por el galerista, que le dice que la exposición utilizará su fotografía. Se da cuenta de que Jesse aún no ha llegado y se sienta a esperarle. En 2050, la futura Sophie interrumpe la historia para ir a por algo de comer. Mientras se aleja, se ve una gran copia de su «foto perfecta» colgada en su pared. |              |                        |                      |                                                                               |                           |                 |
| 10 | 10           | «Timing Is Everything» | Pamela Fryman        | Isaac Aptaker y Elizabeth Berger                                              | 15 de marzo de 2022       | 1HME10          |
| Tras los sucesos del episodio anterior, el Capitán y Becky solicitan el divorcio, y ella le dice que quiere que todos sus barcos, incluido el de Australia, se revelen como el que está trabajando Ian. El Capitán revela que no se ha sentido tan mal desde que alguien le robó la piña en 2005. Jesse llega tarde y explica que consiguió cerrar su relación con Meredith, y él y Sophie consuman su relación. Después, en la cama, Jesse dice «te quiero Sophie» en sueños. Ella se va y pasa por su apartamento para hablar de ello. Cuando se lo cuenta, él le revela que ha rechazado la oferta de Meredith de irse de gira y volver con ella. Cuando ella le dice que no quiere que renuncie a su sueño sólo por ella, ya que su relación es nueva, él le dice que se vaya. Ella va a MacLaren's, el bar de abajo, y se encuentra con Robin Scherbatsky, a quien le cuenta lo de Jesse. Ella anima a Sophie a no tomar sus decisiones por miedo. Va a hablar con Jesse y lo ve besando a Meredith. Se lo cuenta a Robin, que le dice que en el amor «el momento lo es todo». Mientras tanto, Sid anima a Hannah a aceptar la beca, prometiendo que podrán visitarse más a menudo. Sin embargo, cuando se enteran de lo que van a costar las bodas, empieza a tener dudas. Ellen, después de un mal día, trae a casa un gato, y Charlie le confiesa que Valentina quiere tener hijos y él no, ya que no quiere ser un mal padre como su madre. Después de que Valentina empiece a establecer un vínculo con el gato, Charlie le revela que no quiere tener hijos, lo que la conmociona. Ambos admiten que no cambiarán de opinión mientras Ellen va a abandonar al gato. En el pasillo, se encuentra con Rachel, que le revela que el gato es suyo y que no odia a Ellen, a pesar de su primera impresión. En la exposición de arte, Charlie, Ellen y Valentina llegan para apoyar a Sophie, y Ellen revela que tiene una cita con Rachel y que le han ofrecido el trabajo. Sid y Hannah llegan y revelan que ya se han casado en el ayuntamiento. Cuando Sophie le dice a Valentina que Jesse no va a venir, Valentina revela que ella y Charlie han roto. Ian, que ha perdido su trabajo en Australia debido al divorcio del capitán, llega al programa y le pregunta a Sophie: «¿Es un buen momento?» |              |                        |                      |                                                                               |                           |                 |

### Temporada 2 (2023)
| N.º en serie | N.º en temp. | Título                                                    | Dirigido por            | Escrito por                                     | Fecha de emisión original | Código de prod. |
| ------------ | ------------ | --------------------------------------------------------- | ----------------------- | ----------------------------------------------- | ------------------------- | --------------- |
| 11           | 1            | «Cool and Chill»                                          | Pamela Fryman           | Isaac Aptaker y Elizabeth Berger                | 24 de enero de 2023       | 2HME01          |
| 12           | 2            | «Midwife Crisis»                                          | Pamela Fryman           | Daniel Libman y Matthew Libman                  | 31 de enero de 2023       | 2HME03          |
| 13           | 3            | «The Reset Button»                                        | Pamela Fryman           | Donald Diego                                    | 7 de febrero de 2023      | 2HME02          |
| 14           | 4            | «Pathetic Deirdre»                                        | Pamela Fryman           | Amelie Gillette                                 | 14 de febrero de 2023     | 2HME04          |
| 15           | 5            | «Ride or Die»                                             | Pamela Fryman           | Owen Ellickson                                  | 21 de febrero de 2023     | 2HME06          |
| 16           | 6            | «Universal Therapy»                                       | Michael Shea            | Christopher Encell                              | 28 de febrero de 2023     | 2HME05          |
| 17           | 7            | «A Terrible, Horrible, No Good, Very Bad Valentine's Day» | Pamela Fryman           | Amy-Jo Perry                                    | 7 de marzo de 2023        | 2HME07          |
| 18           | 8            | «Rewardishment»                                           | Phill Lewis             | Jeremy Roth                                     | 14 de marzo de 2023       | 2HME08          |
| 19           | 9            | «The Welcome Protocol»                                    | Phill Lewis             | Ria Sardana                                     | 21 de marzo de 2023       | 2HME09          |
| 20           | 10           | «I'm His Swish»                                           | Anthony Rich            | M. Dickson                                      | 28 de marzo de 2023       | 2HME11          |
| 21           | 11           | «Daddy»                                                   | Pamela Fryman           | Isaac Aptaker y Elizabeth Berger                | 28 de marzo de 2023       | 2HME10          |
| 22           | 12           | «Not a Mamma Mia»                                         | Pamela Fryman           | Don Diego                                       | 23 de mayo de 2023        | 2HME12          |
| 23           | 13           | «Family Business»                                         | Pamela Fryman           | Amelie Gillette                                 | 30 de mayo de 2023        | 2HME13          |
| 24           | 14           | «Disengagement Party»                                     | Pamela Fryman           | Owen Ellickson                                  | 6 de junio de 2023        | 2HME14          |
| 25           | 15           | «Working Girls»                                           | Pamela Fryman           | Daniel Libman y Matthew Libman                  | 13 de junio de 2023       | 2HME15          |
| 26           | 16           | «The Jersey Connection»                                   | Michael Shea            | Christopher Encell                              | 20 de junio de 2023       | 2HME16          |
| 27           | 17           | «Out of Sync»                                             | Gloria Calderón Kellett | Amy-Jo Perry                                    | 27 de junio de 2023       | 2HME17          |
| 28           | 18           | «Parent Trap»                                             | Pamela Fryman           | Jillian Dukes, Ally Thibault y Austin S. Harris | 4 de julio de 2023        | 2HME18          |
| 29           | 19           | «Shady Parker»                                            | Pamela Fryman           | Jeremy Roth                                     | 11 de julio de 2023       | 2HME19          |
| 30           | 20           | «Okay Fine, It's a Hurricane»                             | Pamela Fryman           | Isaac Aptaker, Elizabeth Berger y Ally Wyatt    | 11 de julio de 2023       | 2HME20          |

## Producción

### Desarrollo
Tras el fracaso con la producción del piloto de 2014 de la CBS How I Met Your Dad, en diciembre de 2016, se anunció que Isaac Aptaker y Elizabeth Berger iban a escribir una nueva versión del piloto de la serie derivada anterior, retitulada How I Met Your Father, con Carter Bays y Craig Thomas como productores ejecutivos. Tiempo después se anunció que, tras la firma de nuevos contratos con 20th Century Fox Television que harían que tanto Aptaker como Berger fueran ascendidos a productores ejecutivos y co-showrunners en This Is Us junto a Dan Fogelman, la idea quedaría en suspenso hasta nuevo aviso.
En agosto de 2017, en una entrevista para Deadline Hollywood, el presidente de Fox, Dana Walden, dijo que 20th Television estaba intentando realizar un spin-off con diferentes guionistas, por tercera vez. Tres días después del anuncio, Deadline informó de que Alison Bennett escribiría el spin-off, con el mismo título que el anterior intento con Aptaker y Berger. También se supo que Bays y Thomas fueron contratados de nuevo como productores ejecutivos. Este intento también fracasó.
En abril de 2021, se ordenó la producción para la serie derivada titulada How I Met Your Father compuesta por 10 episodios esta vez por parte de Hulu. Aptaker y Berger serán los creadores, escritores y productores ejecutivos, mientras que Hilary Duff actuará como productora. 20th Television participa en la producción de la serie. En junio de 2021, Pamela Fryman se unió a la serie como productora ejecutiva y para dirigir el piloto. La serie se estrenó el 18 de enero de 2022. El 15 de febrero de 2022, Hulu renovó la serie para una segunda temporada con 20 episodios. El 1 de septiembre de 2023, Hulu canceló la serie tras dos temporadas.

### Casting
Junto con el anuncio de la serie, Hilary Duff se unió al elenco principal. En junio de 2021, Chris Lowell se unió al elenco principal de la serie. En agosto de 2021, Francia Raisa, Tom Ainsley, Tien Tran y Suraj Sharma se unieron al elenco principal, mientras que Brandon Micheal Hall se unió al elenco recurrente. Sin embargo, unas semanas más tarde, Hall abandonó el papel debido a un conflicto de agenda y Daniel Augustin fue elegido para sustituir a Hall. Al día siguiente, Josh Peck y Ashley Reyes se unieron al elenco recurrente de la serie. En noviembre de 2021, Kim Cattrall se unió al elenco principal interpretando a la futura versión del personaje de Duff, Sophie. Tras el estreno de la serie, se anunció que Leighton Meester se unió al elenco recurrente de la serie. En febrero de 2022, se anunció que Paget Brewster aparecería como invitada especial en la serie.

### Rodaje
El rodaje de la serie comenzó el 31 de agosto de 2021.

## Lanzamiento
How I Met Your Father fue estrenada el 18 de enero de 2022 en el servicio de streaming Hulu, con una primera temporada de diez episodios, lanzando sus dos primeros capítulos ese mismo día, mientras que el resto semanalmente. En Latinoamérica fue lanzada el 9 de marzo de 2022 en Star+, mientras que en territorios internacionales selectos, se lanzarán a lo largo de la primavera del 2022 en Disney+ Star como un Star Original. La segunda temporada se estrenó el 24 de enero de 2023.

## Recepción
En el sitio web del agregador de reseñas Rotten Tomatoes, la serie tiene un índice de aprobación del 38%, basándose en 39 reseñas con una calificación media de 5,10/10. El consenso de la crítica dice: «How I Met Your Father se esfuerza por actualizar la fórmula de su predecesora para un público moderno, pero este rebuscado recambio sólo supone un doloroso esfuerzo». En Metacritic, tiene una puntuación media ponderada de 48 sobre 100 basada en 18 reseñas, lo que indica «reseñas mixtas o medias».